# Rävsundet
Rävsundet (finska: Kirjalansalmi) är ett sund i Finland. Det ligger i landskapet Egentliga Finland, i den södra delen av landet, 140 km väster om huvudstaden Helsingfors.
Rävsundet ligger mellan Kustö i norr och Kirjalaön i söder. Sundet förbinder Vapparn i väster med Kaitvesi i öster. Skärgårdsvägen passerar över Rävsundet på den 11 meter höga Rävsundsbron.